# 梅普爾克雷斯特 (紐約州)
梅普爾克雷斯特（英語：Maplecrest）是位於美國紐約州格林縣的非建制地區。

## 歷史
梅普爾克雷斯特的郵局自1821年營運至今。

## 地理
梅普爾克雷斯特所處的海拔為高於海平面537米（即1762英呎），而該地所採用的時區為UTC-5，即北美东部时区（EST）。同時該地設有夏令時間，為UTC-5調快一小時，即UTC-4（EDT）。